# Casa Bolognesi

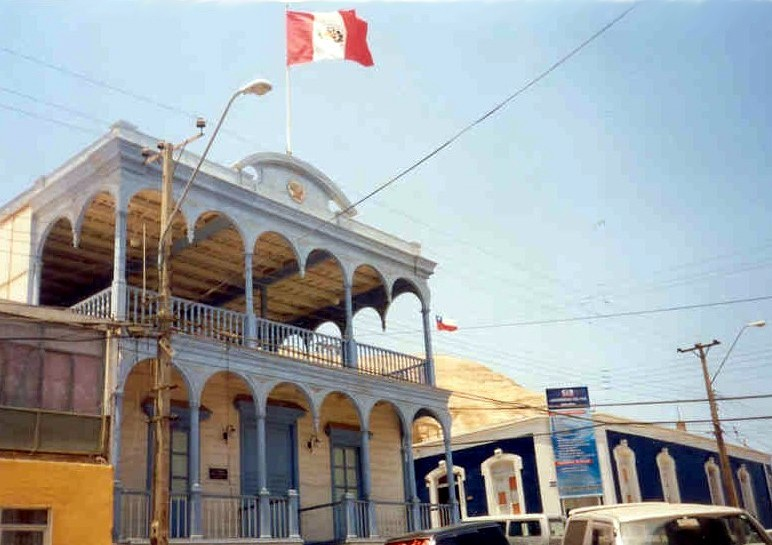
Casa Bolognesi, atrás do Morro de Arica

A Casa Bolognesi ou Casa da Resposta é um imóvel localizado em Arica, nas proximidades do Morro de Arica, no qual o coronel EP Francisco Bolognesi, durante a Guerra do Pacífico, recibeu ao major Juan de la Cruz Salvo e ante o pedido de rendição, manifestou em 5 de junho de 1880: "Tengo deveres sagrados que cumprir e os cumplirei até queimar o último cartucho".
É propriedade do Estado peruano, e está coberta pelas disposições contidas no artigo sptimo do Tratado de Lima de 1929. Está localizada na Rua São Martin 235, em pleno centro de Arica.

## Ver Também
- Casa Yanulaque